# Liste von Busbahnhöfen
Diese Liste von Busbahnhöfen gibt eine Übersicht von wichtigen Busbahnhöfen aus aller Welt.

## Europa

### Bosnien und Herzegowina
- Zentraler Omnibusbahnhof Sarajevo

### Bulgarien
- Zentraler Omnibusbahnhof Burgas
- Zentraler Omnibusbahnhof Sofia
- Zentraler Omnibusbahnhof Varna

### Dänemark
- Zentraler Omnibusbahnhof Kopenhagen

### Deutschland

#### Baden-Württemberg
| Name                                              | Lage                       | Bussteige         | Webseite |  |
| ------------------------------------------------- | -------------------------- | ----------------- | -------- |  |
| Zentraler Omnibusbahnhof Aalen                    | 48,840592° N, 10,094973° O |                   |          |  |
| Zentraler Omnibusbahnhof Stadtmitte, Reutlingen   |                            | 5 (vor 9/2019 18) |          |  |
| Zentraler Omnibusbahnhof Baden-Baden              |                            | 7                 |          |  |
| Zentraler Omnibusbahnhof Brackenheim              | 49,07783° N, 9,06861° O    |                   |          |  |
| Zentraler Omnibusbahnhof Calw                     |                            | 6                 |          |  |
| Zentraler Omnibusbahnhof Dornstetten              |                            | 3                 |          |  |
| Zentraler Omnibusbahnhof Ellwangen                |                            |                   |          |  |
| Zentraler Omnibusbahnhof Freiburg                 | 47,99654° N, 7,84078° O    | 13                |          |  |
| Zentraler Omnibusbahnhof Freudenstadt             |                            | 13                |          |  |
| Zentraler Omnibusbahnhof Göppingen                | 48,70156° N, 9,65083° O    |                   | 18       |  |
| Zentraler Omnibusbahnhof Karlsruhe                |                            |                   |          |  |
| Zentraler Omnibusbahnhof Kirchheim unter Teck     | 48,644457° N, 9,444417° O  |                   | 10       |  |
| Zentraler Omnibusbahnhof Lauda                    | 49,565786° N, 9,708276° O  |                   |          |  |
| Zentraler Omnibusbahnhof Laupheim                 | 48,23357° N, 9,87875° O    |                   |          |  |
| Zentraler Omnibusbahnhof Ludwigsburg              | 48,89127° N, 9,1867° O     |                   | 18       |  |
| Zentraler Omnibusbahnhof Lützenhardt (Waldachtal) |                            | 4                 |          |  |
| Zentraler Omnibusbahnhof Loßburg                  |                            |                   |          |  |
| Zentraler Omnibusbahnhof Lörrach                  | 47,61581° N, 7,665926° O   |                   |          |  |
| Zentraler Omnibusbahnhof Mühlacker                |                            | 5                 |          |  |
| Zentraler Omnibusbahnhof Nagold                   |                            |                   |          |  |
| Zentraler Omnibusbahnhof Pfalzgrafenweiler        |                            | 4                 |          |  |
| Zentraler Omnibusbahnhof Pforzheim                |                            | 14                |          |  |
| Zentraler Omnibusbahnhof Stuttgart                | 48,761959° N, 9,266907° O  |                   |          |  |
| Zentraler Omnibusbahnhof Stuttgart-Zuffenhausen   | 48,82951° N, 9,16844° O    |                   |          |  |
| Zentraler Omnibusbahnhof Tuttlingen               | 47,98349° N, 8,82034° O    |                   |          |  |
| Stuttgart Airport Bus Terminal                    |                            | 18                |          |  |
| Zentraler Omnibusbahnhof Ulm                      | 48,3978° N, 9,98387° O     |                   |          |  |

#### Bayern
| Name                                                | Lage                       | Bussteige     | Webseite |
| --------------------------------------------------- | -------------------------- | ------------- | -------- |
| Zentraler Omnibusbahnhof Bamberg                    | 49,89377° N, 10,8918° O    |               |          |
| Zentraler Omnibusbahnhof Berchtesgaden              | 47,62602° N, 12,99967° O   |               |          |
| Zentraler Omnibusbahnhof Erlangen                   | 49,5963° N, 11,00018° O    |               |          |
| Zentraler Omnibusbahnhof Garmisch-Partenkirchen     | 47,49109° N, 11,09821° O   | Terminal 1–7  |          |
| Zentraler Omnibusbahnhof Ingolstadt                 | 48,76843° N, 11,42221° O   | Terminal 1–20 |          |
| Busbahnhof Zentrale Umsteigestelle Kempten (Allgäu) | 47,72581° N, 10,31336° O   |               |          |
| Zentraler Omnibusbahnhof Kulmbach                   | 50,10875° N, 11,44972° O   | 9             |          |
| Zentraler Omnibusbahnhof Landsberg                  | 48,047612° N, 10,871728° O |               |          |
| Zentraler Omnibusbahnhof Memmingen                  | 47,984479° N, 10,186566° O | Terminal 1–16 |          |
| Zentraler Omnibusbahnhof München                    | 48,14233° N, 11,55011° O   | Terminal 1–21 | Website  |
| Zentraler Omnibusbahnhof Murnau                     | 47,683379° N, 11,19291° O  | Terminal 1–4  |          |
| Zentraler Omnibusbahnhof Nürnberg                   | 49,447697° N, 11,085645° O |               |          |
| Zentraler Omnibusbahnhof Passau                     | 48,57258° N, 13,45596° O   |               |          |
| Zentraler Omnibusbahnhof Regensburg                 | 49,012471° N, 12,098689° O |               |          |
| Regionaler Omnibusbahnhof Rosenheim                 | 47,85122° N, 12,11827° O   |               |          |
| Zentraler Omnibusbahnhof Weiden                     | 49,67354° N, 12,16009° O   |               |          |
| Zentraler Omnibusbahnhof Weilheim/Obb.              | 47,8463° N, 11,14427° O    |               |          |

#### Berlin
| Name                            | Lage                       | Bussteige | Webseite |
| ------------------------------- | -------------------------- | --------- | -------- |
| Zentraler Omnibusbahnhof Berlin | 52,5074° N, 13,27945° O    | 35        | Website  |
| Busbahnhof Marzahn              | 52,542922° N, 13,542768° O | 4         |          |

#### Brandenburg
| Name                                    | Lage                     | Bussteige    | Webseite |
| --------------------------------------- | ------------------------ | ------------ | -------- |
| Zentraler Omnibusbahnhof Brandenburg    | 52,40193° N, 12,56794° O | 6            |          |
| Zentraler Omnibusbahnhof Cottbus        | 51,75379° N, 14,3321° O  |              |          |
| Zentraler Omnibusbahnhof Frankfurt/Oder | 52,33741° N, 14,54682° O | 5 (parallel) |          |
| Zentraler Omnibusbahnhof Potsdam        | 52,39068° N, 13,06685° O | 6            |          |
| Zentraler Omnibusbahnhof Senftenberg    | 51,52622° N, 14,00392° O | 4 (Buchten)  |          |
| Zentraler Omnibusbahnhof Templin        | 53,11734° N, 13,50175° O |              |          |

#### Bremen
| Name                                 | Lage                   | Bussteige | Webseite |
| ------------------------------------ | ---------------------- | --------- | -------- |
| Zentraler Omnibusbahnhof Bremen      | 53,08276° N, 8,8102° O |           |          |
| Zentraler Omnibusbahnhof Bremerhaven | 53,53504° N, 8,5981° O |           |          |

#### Hamburg
| Name                                   | Lage                       | Bussteige / Form | Webseite |
| -------------------------------------- | -------------------------- | ---------------- | -------- |
| Zentraler Omnibusbahnhof Hamburg       | 53,551946° N, 10,011536° O | ? / Kaiform      | Website  |
| Busbahnhof Altona                      | 53,55164° N, 9,93424° O    | ? / Rondell-Form |          |
| Busbahnhof Bergedorf                   | 53,489° N, 10,2059° O      | ? / Rondell-Form |          |
| Busbahnhof Billstedt                   | 53,5425° N, 10,107° O      | ? / Rondell-Form |          |
| Busbahnhof Harburg                     | 53,45688° N, 9,98975° O    | ? / Rondell-Form |          |
| Busbahnhof Poppenbüttel (Wentzelplatz) | 53,6517° N, 10,09275° O    | ? / Rondell-Form |          |
| Busbahnhof Wandsbek                    | 53,57202° N, 10,0689° O    | ? / Rondell-Form |          |

#### Hessen
| Name                                      | Lage | Bussteige | Webseite |
| ----------------------------------------- | ---- | --------- | -------- |
| Zentraler Omnibusbahnhof Bad Hersfeld     |      | 9         |          |
| Zentraler Omnibusbahnhof Fulda            |      | 10        |          |
| Fernbusbahnhof Frankfurt am Main          |      | 14        |          |
| Zentraler Omnibusbahnhof Gießen           |      | 5         |          |
| Zentraler Omnibusbahnhof Kassel           |      |           |          |
| Zentraler Omnibusbahnhof Korbach          |      | 5         |          |
| Zentraler Omnibusbahnhof Limburg          |      | 17        |          |
| Zentraler Omnibusbahnhof Limburg Süd      |      | 1         |          |
| Zentraler Omnibusbahnhof Taunusstein-Hahn |      | 8         |          |
| Zentraler Omnibusbahnhof Wetzlar          |      | 12        |          |
| Zentraler Omnibusbahnhof Wiesbaden        |      | 6         |          |

#### Mecklenburg-Vorpommern
| Name                                    | Lage                         | Bussteige | Webseite |
| --------------------------------------- | ---------------------------- | --------- | -------- |
| Zentraler Omnibusbahnhof Anklam         |                              | 6         |          |
| Zentraler Omnibusbahnhof Bad Doberan    |                              |           |          |
| Zentraler Omnibusbahnhof Bergen         | 54° 25′ 8″ N, 13° 25′ 14″ O  |           |          |
| Zentraler Omnibusbahnhof Gnoien         |                              |           |          |
| Zentraler Omnibusbahnhof Greifswald     | 54° 5′ 37″ N, 13° 22′ 11″ O  | 8         |          |
| Zentraler Omnibusbahnhof Güstrow        | 53° 48′ 2″ N, 12° 10′ 18″ O  |           |          |
| Zentraler Omnibusbahnhof Neubrandenburg | 53° 33′ 40″ N, 13° 15′ 34″ O |           |          |
| Zentraler Omnibusbahnhof Pasewalk       | 53° 30′ 13″ N, 13° 59′ 24″ O | 4         |          |
| Zentraler Omnibusbahnhof Rostock        | 54° 4′ 34″ N, 12° 7′ 50″ O   |           |          |
| Zentraler Omnibusbahnhof Schwerin       |                              |           |          |
| Zentraler Omnibusbahnhof Stralsund      | 54° 18′ 32″ N, 13° 5′ 18″ O  |           |          |
| Zentraler Omnibusbahnhof Teterow        |                              |           |          |
| Zentraler Omnibusbahnhof Torgelow       | 53° 38′ 5″ N, 14° 0′ 37″ O   | 4         |          |
| Zentraler Omnibusbahnhof Ueckermünde    | 53° 44′ 1″ N, 14° 3′ 20″ O   | 6         |          |
| Zentraler Omnibusbahnhof Wismar         |                              |           |          |

#### Niedersachsen
| Name                                           | Lage                    | Bussteige | Webseite |
| ---------------------------------------------- | ----------------------- | --------- | -------- |
| Zentraler Omnibusbahnhof Aurich                |                         |           |          |
| Zentraler Omnibusbahnhof Bad Rothenfelde       |                         |           |          |
| Zentraler Omnibusbahnhof Bad Zwischenahn       |                         |           |          |
| Zentraler Omnibusbahnhof Braunlage             |                         |           |          |
| Zentraler Omnibusbahnhof Braunschweig          |                         |           |          |
| Zentraler Omnibusbahnhof Brinkum               |                         |           |          |
| Zentraler Omnibusbahnhof Buxtehude             |                         | 4         |          |
| Zentraler Omnibusbahnhof Clausthal-Zellerfeld  |                         |           |          |
| Zentraler Omnibusbahnhof Cloppenburg           |                         |           |          |
| Zentraler Omnibusbahnhof Cuxhaven              | 53,86141° N, 8,70275° O | 3         |          |
| Zentraler Omnibusbahnhof Damme                 |                         |           |          |
| Zentraler Omnibusbahnhof Delmenhorst           |                         |           |          |
| Zentraler Omnibusbahnhof Duderstadt            |                         |           |          |
| Zentraler Omnibusbahnhof Emden                 |                         |           |          |
| Zentraler Omnibusbahnhof Esens                 |                         |           |          |
| Zentraler Omnibusbahnhof Glandorf              |                         |           |          |
| Zentraler Omnibusbahnhof Gifhorn               |                         |           |          |
| Zentraler Omnibusbahnhof Göttingen             |                         |           |          |
| Zentraler Omnibusbahnhof Hannover              |                         | 11        | Website  |
| Zentraler Omnibusbahnhof Hildesheim            |                         |           |          |
| Zentraler Omnibusbahnhof Langenhagen           |                         |           |          |
| Zentraler Omnibusbahnhof Lauenau               |                         |           |          |
| Zentraler Omnibusbahnhof Leer                  |                         |           |          |
| Zentraler Omnibusbahnhof Lingen                |                         |           |          |
| Zentraler Omnibusbahnhof Lüneburg              |                         |           |          |
| Zentraler Omnibusbahnhof Melle                 |                         |           |          |
| Zentraler Omnibusbahnhof Nordhorn              |                         |           |          |
| Zentraler Omnibusbahnhof Oldenburg             |                         | 8         |          |
| Zentraler Omnibusbahnhof Salzgitter            |                         |           |          |
| Zentraler Omnibusbahnhof Salzgitter-Lebenstedt |                         |           |          |
| Zentraler Omnibusbahnhof Salzhausen            |                         |           |          |
| Zentraler Omnibusbahnhof Stadthagen            |                         |           |          |
| Zentraler Omnibusbahnhof Westerstede           |                         |           |          |
| Zentraler Omnibusbahnhof Winsen                |                         |           |          |
| Zentraler Omnibusbahnhof Wolfsburg             |                         |           |          |
| Zentraler Omnibusbahnhof Wunstorf              |                         | 6         |          |

#### Nordrhein-Westfalen
| Name                                              | Lage                      | Bussteige | Webseite |
| ------------------------------------------------- | ------------------------- | --------- | -------- |
| Aachen Bushof                                     | 50,77737° N, 6,09031° O   |           | 12       |
| Zentraler Omnibusbahnhof Bad Berleburg            |                           |           |          |
| Zentraler Omnibusbahnhof Bad Oeynhausen           | 52,205352° N, 8,799144° O |           | 6        |
| Internationaler Busbahnhof Bielefeld              |                           |           |          |
| Bustreff Bocholt                                  | 51,839541° N, 6,613381° O |           |          |
| Zentraler Omnibusbahnhof Bonn                     | 50,7319° N, 7,09937° O    |           | 15       |
| Busbahnhof Borgentreich                           |                           |           |          |
| Zentraler Omnibusbahnhof Bottrop                  | 51,522661° N, 6,927406° O |           |          |
| Zentraler Omnibusbahnhof Bünde                    | 52,201606° N, 8,575413° O |           |          |
| Zentraler Omnibusbahnhof Detmold                  |                           |           |          |
| Zentraler Omnibusbahnhof Dorsten                  | 51,65847° N, 6,96904° O   |           |          |
| Zentraler Omnibusbahnhof Dortmund                 | 51,5196° N, 7,45878° O    |           |          |
| Zentraler Omnibusbahnhof Düren                    |                           |           |          |
| Zentraler Omnibusbahnhof Düsseldorf               | 51,222835° N, 6,79523° O  |           |          |
| Zentraler Omnibusbahnhof Ennepetal                | 51,299367° N, 7,349821° O |           |          |
| Zentraler Omnibusbahnhof Espelkamp                | 52,37944° N, 8,632512° O  |           |          |
| Eschweiler Bushof                                 |                           |           |          |
| Zentraler Omnibusbahnhof Gelsenkirchen            |                           |           |          |
| Zentraler Omnibusbahnhof Gladbeck                 | 51,57382° N, 6,99613° O   |           |          |
| Zentraler Omnibusbahnhof Gütersloh                |                           |           |          |
| Zentraler Omnibusbahnhof Hagen                    |                           |           |          |
| Busbahnhof Hürth-Hermülheim (Stadtbahn)           | 50,88132° N, 6,89509° O   |           |          |
| Zentraler Omnibusbahnhof Hürth Mitte              | 50,87845° N, 6,87718° O   |           |          |
| Imgenbroich Bushof                                |                           | 4         |          |
| Fernbusbahnhof Flughafen Köln/Bonn                | 50,88136° N, 7,11723° O   |           |          |
| Zentraler Omnibusbahnhof Köln Breslauer Platz/Hbf | 50,94323° N, 6,96074° O   |           |          |
| Zentraler Omnibusbahnhof Leverkusen               |                           |           |          |
| Zentraler Omnibusbahnhof Lübbecke                 | 52,305° N, 8,61558° O     |           |          |
| Zentraler Omnibusbahnhof Lünen                    | 51,616681° N, 7,527941° O |           |          |
| Zentraler Omnibusbahnhof Minden                   | 52,286905° N, 8,917424° O |           |          |
| Zentraler Omnibusbahnhof Monheim am Rhein         | 51,090735° N, 6,890526° O |           |          |
| Zentraler Omnibusbahnhof Paderborn                |                           |           |          |
| Zentraler Omnibusbahnhof Ratingen                 | 51,294918° N, 6,846041° O |           |          |
| Zentraler Omnibusbahnhof Siegen                   |                           | 14        |          |
| Simmerath Bushof                                  |                           | 4         |          |
| Zentraler Omnibusbahnhof Solingen                 | 51,170848° N, 7,082839° O |           |          |
| Zentraler Omnibusbahnhof Velbert                  | 51,339556° N, 7,04275° O  |           |          |
| Zentraler Omnibusbahnhof Wettringen               |                           |           |          |

#### Rheinland-Pfalz
| Name                              | Lage | Bussteige | Webseite                |
| --------------------------------- | ---- | --------- | ----------------------- |
| Zentraler Omnibusbahnhof Daun     |      |           |                         |
| Zentraler Omnibusbahnhof Koblenz  |      | 12        |                         |
| Zentraler Omnibusbahnhof Landau   |      | 9         |                         |
| Zentraler Omnibusbahnhof Speyer   |      | 12        | Verkehrsbetriebe Speyer |
| Zentraler Omnibusbahnhof Trier    |      |           |                         |
| Zentraler Omnibusbahnhof Wittlich |      |           |                         |

#### Saarland
| Name                                 | Lage | Bussteige | Webseite |
| ------------------------------------ | ---- | --------- | -------- |
| Zentraler Omnibusbahnhof Saarbrücken |      | 4         |          |
| Zentraler Omnibusbahnhof Saarlouis   |      |           |          |

#### Sachsen
| Name                                       | Lage | Bussteige | Webseite |
| ------------------------------------------ | ---- | --------- | -------- |
| Zentraler Omnibusbahnhof Annaberg-Buchholz |      |           |          |
| Omnibusbahnhof Chemnitz                    |      | 10        |          |
| Zentraler Omnibusbahnhof Dippoldiswalde    |      |           |          |
| Zentraler Omnibusbahnhof Dresden           |      |           |          |
| Zentraler Omnibusbahnhof Freiberg          |      |           |          |
| Zentraler Omnibusbahnhof Görlitz           |      |           |          |
| Fernbusterminal Leipzig                    | Lage | 11        | Website  |
| Zentraler Omnibusbahnhof Olbernhau         |      | 4         |          |
| Zentraler Omnibusbahnhof Pirna             |      |           |          |
| Zentraler Omnibusbahnhof Zwickau           |      |           |          |

#### Sachsen-Anhalt
| Name                                   | Lage | Bussteige | Webseite |
| -------------------------------------- | ---- | --------- | -------- |
| Zentraler Omnibusbahnhof Halle (Saale) |      |           |          |
| Zentraler Omnibusbahnhof Magdeburg     |      |           |          |
| Zentraler Omnibusbahnhof Oschersleben  |      |           |          |
| Zentraler Omnibusbahnhof Salzwedel     |      |           |          |
| Zentraler Omnibusbahnhof Stendal       |      |           |          |
| Zentraler Omnibusbahnhof Wernigerode   |      | 11        |          |

#### Schleswig-Holstein
| Name                                   | Lage | Bussteige | Webseite |
| -------------------------------------- | ---- | --------- | -------- |
| Zentraler Omnibusbahnhof Bad Bramstedt |      |           |          |
| Zentraler Omnibusbahnhof Bad Oldesloe  |      | 12        |          |
| Zentraler Omnibusbahnhof Eckernförde   |      |           |          |
| Zentraler Omnibusbahnhof Elmshorn      |      | 4         |          |
| Zentraler Omnibusbahnhof Flensburg     |      |           |          |
| Zentraler Omnibusbahnhof Geesthacht    |      |           |          |
| Zentraler Omnibusbahnhof Glücksburg    |      |           |          |
| Zentraler Omnibusbahnhof Itzehoe       |      |           |          |
| Zentraler Omnibusbahnhof Kiel          |      | 11        |          |
| Zentraler Omnibusbahnhof Lübeck        |      | 18        |          |
| Zentraler Omnibusbahnhof Satrup        |      |           |          |
| Zentraler Omnibusbahnhof Westerland    |      |           |          |

#### Thüringen
| Name                                     | Lage                      | Bussteige | Webseite                                 |
| ---------------------------------------- | ------------------------- | --------- | ---------------------------------------- |
| Zentraler Omnibusbahnhof Altenburg       |                           |           |                                          |
| Zentraler Omnibusbahnhof Bad Langensalza |                           |           |                                          |
| Zentraler Omnibusbahnhof Erfurt          |                           |           |                                          |
| Zentraler Omnibusbahnhof Gera            |                           |           |                                          |
| Zentraler Omnibusbahnhof Gotha           |                           |           |                                          |
| Zentraler Omnibusbahnhof Heiligenstadt   |                           |           |                                          |
| Zentraler Omnibusbahnhof Jena            |                           |           |                                          |
| Zentraler Omnibusbahnhof Leinefelde      |                           |           |                                          |
| Zentraler Omnibusbahnhof Oberhof         |                           |           |                                          |
| Zentraler Omnibusbahnhof Suhl            |                           |           |                                          |
| Zentraler Omnibusbahnhof Weimar          | 50,97934° N, 11,322915° O | 11        | Zentraler Busbahnhof Weimar (ZOB Weimar) |

### Frankreich
- Zentraler Omnibusbahnhof Avignon
- Gare routière internationale de Paris-Gallieni
- Zentraler Omnibusbahnhof Nice
- Zentraler Omnibusbahnhof Strasbourg

### Großbritannien
- London Victoria Coach Station
- Liverpool Coach Station
- Oxford Coach Station

### Italien
- Busbahnhof Bergamo
- Busbahnhof Bologna
- Zentraler Omnibusbahnhof Brennero/Brenner
- Busbahnhof Pavia
- Busbahnhof Sanremo

### Kroatien
- Busbahnhof Dubrovnik
- Busbahnhof Osijek
- Busbahnhof Rijeka
- Busbahnhof Split
- Busbahnhof Zagreb

### Litauen
- Busbahnhof Jonava
- Busbahnhof Kaunas
- Busbahnhof Kėdainiai
- Busbahnhof Klaipėda
- Busbahnhof Panevėžys
- Busbahnhof Šiauliai
- Busbahnhof Vilnius

### Österreich
- Zentraler Omnibusbahnhof Innsbruck
- Linz Hauptbahnhof Busterminal
- Zentraler Omnibusbahnhof Reutte/Tirol
- Zentraler Omnibusbahnhof Salzburg
- Busterminal Stadioncenter (Wien)

### Polen
- Zentraler Omnibusbahnhof Kraków
- Zentraler Omnibusbahnhof Poznań
- Zentraler Omnibusbahnhof Warszawa
- Zentraler Omnibusbahnhof Wrocław
- Zentraler Omnibusbahnhof Zielona Góra

### Rumänien
- Zentraler Omnibusbahnhof Bukarest

### Russland
- Zentraler Omnibusbahnhof Kaliningrad
- Zentraler Omnibusbahnhof Smolensk
- Zentraler Omnibusbahnhof Moskau
- Zentraler Omnibusbahnhof St. Petersburg

### Serbien
- Busbahnhof Belgrad

### Spanien
- Zentraler Omnibusbahnhof Barcelona
- Zentraler Omnibusbahnhof Madrid
- Busbahnhof Faro de Maspalomas
- Busbahnhof Las Palmas de Gran Canaria Santa Catalina
- Busbahnhof Las Palmas de Gran Canaria San Telmo

### Tschechien
- Zentraler Omnibusbahnhof Chomutov
- Zentraler Omnibusbahnhof Most
- Zentraler Omnibusbahnhof Plzeň
- Zentraler Omnibusbahnhof Praha

### Ukraine
- Zentraler Busbahnhof Donezk
- Zentraler Busbahnhof Kiew
- Zentraler Busbahnhof Odessa

### Ungarn
- Zentraler Omnibusbahnhof Budapest

## Amerika

### Brasilien
- Tietê Bus Terminal in São Paulo (23,516292° S, 46,623541° W)

### Peru
In Peru gibt es in fast jeder Stadt verschiedene Busbahnhöfe. Allerdings hat jede Busgesellschaft ihren eigenen Busbahnhof. In großen Städten, wie in Lima, haben die Busgesellschaften auch mehrere Busbahnhöfe, die jeweils für eine Fahrtrichtung fungieren.

### Vereinigte Staaten von Amerika
- Port Authority Bus Terminal in New York City (40,75688° N, 73,991026° W)

## Asien

### Israel
- Zentraler Busbahnhof in Jerusalem
- Tel Aviv Central Bus Station

### VR China
- Zentraler Omnibusbahnhof Hongkong
- Zentraler Omnibusbahnhof Beijing

### Thailand
- Morchid Bus Terminal in Bangkok

### Türkei
- Busbahnhof Esenler in Istanbul